# Thomas Bermingham (1er comte de Louth)
Thomas Bermingham, 1er comte de Louth (16 novembre 1717 - 11 janvier 1799) est un homme politique et pair anglo-irlandais.

## Biographie
Il est le fils de Francis Bermingham, de son premier mariage avec Mary Nugent, fille de Thomas Nugent, 4e comte de Westmeath. Il est élu à la Chambre des communes irlandaise en tant que député du comté de Galway, siégeant entre 1745 et 1750, lorsque le 4 mars 1750 il succède à son père comme baron Athenry et est devenu membre de la Chambre des lords irlandaise. Il est investi en tant que membre du Conseil privé d'Irlande, mais en est expulsé en 1767 par Lord Townshend, le nouveau lord-lieutenant d'Irlande, qui souhaita alors faire un "balayage" de l'administration irlandaise, écartant tous ceux qu'il considèrent comme corrompus ou inefficaces. Le 23 avril 1759, Lord Athenry est créé comte de Louth dans la pairie d'Irlande, titre détenu auparavant par John de Bermingham, 1er comte de Louth, cousin de son ancêtre éloigné Rickard de Bermingham.

## Mariages et enfants
Il épouse Jane Bingham, la fille de John Bingham, 5e baronnet et Anne Vesey, en novembre 1745. Il se remarie avec Margaret Daly, la fille de Peter Daly et Elizabeth Blake, le 10 janvier 1750. Il est décédé en 1799 et est enterré au couvent des Dominicains à Athenry, fondé par son ancêtre en 1241. Ses biens sont partagés entre ses trois filles et leurs familles. Il n'a laissé aucun descendant masculin survivant, alors son comté s'est éteint. La baronnie est tombée en suspens et est devenue dormante : parmi ceux qui l'ont revendiqué sans succès après lui, il y avait son petit-fils Thomas Sewell et la famille de John Birmingham.
Ses filles sont :
- Elizabeth, qui épouse Thomas Bailey Heath Sewell (fils de Sir Thomas Sewell, maître des Rolls) puis Francis Duffield et enfin Joseph Russell
- Mary, mariée à William St Lawrence, 2e comte de Howth
- Louisa, qui épouse Joseph Blake (1er baron Wallscourt) et se remarie avec James Daly.